# フランチェスコ・ディ・ボルボーネ＝ドゥエ・シチリエ
フランチェスコ・ディ・パオラ・ルイジ・エマヌエーレ・ディ・ボルボーネ＝ドゥエ・シチリエ（Francesco di Paola Luigi Emanuele di Borbone-Due Sicilie, 1827年8月13日 - 1892年9月24日）は、両シチリア王国の王族。両シチリア王フランチェスコ1世とその2番目の妃でスペイン王カルロス4世の娘であるマリア・イサベルの間の末息子。トラーパニ伯（Conte di Trapani）の儀礼称号で呼ばれた。

## 生涯
1850年4月10日、フランチェスコは姉のマリーア・アントーニアとその夫のトスカーナ大公レオポルド2世の間の長女マリーア・イザベッラと結婚した。1861年に両シチリア王国が千人隊に征服されると、フランチェスコは一族の人々とともにローマに逃亡し、教皇ピウス9世の保護を受けた。しかし教皇領も1870年にはサヴォイア家のヴィットーリオ・エマヌエーレ2世によって占領されたため、ブルボン＝シチリア家はさらにフランスに亡命することを余儀なくされた。フランチェスコは1892年、パリで死んだ。

## 子女
妻マリーア・イザベッラとの間に6人の子女をもうけた。
- マリーア・アントニエッタ（1851年 - 1938年） - 1868年、従兄の両シチリア王子・カゼルタ伯アルフォンソと結婚
- レオポルド（1853年 - 1870年）
- マリーア・テレーザ（1855年 - 1856年）
- マリーア・カロリーナ（1856年 - 1941年） - 1885年、アンジェイ・ザモイスキ伯爵と結婚
- フェルディナンド（1857年 - 1859年）
- マリーア・アンヌンツィアータ（1858年 - 1873年）